# Margareta Aldobrandini
Margareta Aldobrandini (italienska: Margherita Aldobrandini), född 29 mars 1588 i Capodimonte, död 9 augusti 1646 i Parma, var en hertiginna av Parma, gift med hertig Ranuccio I. Hon var Parmas regent från 1626 till 1628, under sin son Odoardo Farnese av Parmas omyndighet. 

## Biografi

### Tidigt liv
Margareta Aldobrandini var dotter till Giovanni Aldobrandini och Olympia Aldobrandini, och syskonbarn till påven Clemens VIII. År 1593, på inbjudan av hennes farbror påven, flyttade Margareta med sina föräldrar till Rom. Påven ville höja familjen Aldobrandinis status, och han gav hennes far titlarna greve av Sarsina och Meldola. Som ett led i detta upphöjde han också parets son Silvestro till kardinal och inledde förhandlingar om att gifta bort deras döttrar Margareta och Helena med kungliga män. 
Efter att förgäves ha kontaktat kungen av Frankrike, storhertigen av Toscana och hertigen av Savojen, inledde påven förhandlingar med hertigen av Parma. Detta äktenskap var tänkt att stabilisera förhållandet mellan husen Aldobrandini och Farnese och leda till en politisk allians mellan den Heliga stolen och Parma; påven försåg också Margareta med en stor hemgift från den påvliga statskassan. 

### Hertiginna av Parma
Den 7 maj 1600 i Rom vigdes Margareta vid bara elva års ålder vid den trettioåriga Ranuccio I av påve Clemens VIII. Föreningen av en trettioårig brudgum och en elvaårig brud förhärligades av samtida poeter i epital och madrigaler. Man tror att bröllopet mellan hertigen och påvens brorsdotter tillägnats en cykel av fresker i Palazzo Farnese i Rom. Den 1 juli anlände bröllopsföljet till Parma. 
Margareta hade vid elva års ålder länga problem med att bli gravid. Under de första tio åren av sitt äktenskap födde hon två barn, som båda dog inom ett par timmar. Margareta hade redan före sitt äktenskap lidit av vissa gynekologiska problem som hade väckt farhågor om att hon inte skulle kunna föda barn. Dessa problem hade meddelats till Ranuccios bror, kardinal Odoardo, men han hade inte vidarebefordrat det till sin bror. Det har spekulerats att anledningen till det var att Odoardo ville se sin egen utomäktenskapliga son som sin brors tronarvinge och efterträdare. År 1605 legitimerade Ranuccio sin egen illegitima son Ottavio, som han, till Margaretas missnöje, tog till palatset och började träna och utbilda som sin potentiella arvtagare i det fall hans inte skulle få någon inom äktenskapet. 
Ranuccio I blev slutligen övertygad om att barnlösheten inom hans äktenskap hade förorsakats av en förbannelse. Han utförde botgöringsövningar genom att ge generöst till allmosor, han provade olika medicinska metoder och vände sig sedan till astrologer och exorcister. Slutligen beordrade han att en utredning skulle inledas om huruvida hans barnlösa äktenskap hade orsakats av häxeri. Utredningen fastställde att Margareta hade blivit förhäxad av en av Ranuccios tidigare älskarinnor, Claudia Colla och hennes mor Elena da Roma. Kvinnorna greps fängslades i fängelset Rocchetti, dömdes och brändes 1611 på bål för häxeri. 
Från 1610 till 1619 födde Margareta sju barn, varav fem överlevde. Hon födde 1610 en pojke som överlevde. Men det stod snart klart att barnet var dövt och stumt. Efter många försök att korrigera pojkens tillstånd 1618, förklarades hans oförmögen att styra staten. När Margareta 1612 födde en andra son, Odoardo, som var frisk, utropades denne till arvtagare, och Ranuccios illegitima son Ottavio fördes bort från hovet. Han medverkade i en konspiration mot sin far, som avslöjades, varefter han också fängslades i Rocchetta-fängelset.
Liksom de flesta politiskt motiverade äktenskap i Farnesedynastin beskrivs detta som olyckligt. Intressena hos Margaretas och hennes mans släkter överlappade ofta varandra, vilket ledde till konflikter mellan familjerna. Ranuccio beskrivs som hetlevrad och grym, och Margareta tvingades tyst acceptera hans otrohet. 
Enligt samtida hade Margareta en ödmjuk karaktär. Hon beskrivs som from, ägnade sig åt goda gärningar för fattiga och sjuka, och gynnade munkar, särskilt Teatinerna, som hon 1629 hjälpte med bostad vid St. Christina-kyrkan i Parma. Margareta gynnade också konst och poesi, och var mecenat åt poeten Claudio Achilini, som hon hjälpte till en professorsstol vid universitetet i Parma. Endast en gång under äktenskapets år reste hertiginnan utanför Parma med sin man. År 1620 gjorde hon ett officiellt besök i Piacenza, där hon närvarade vid avtäckningen av ryttarmonumenten för Ranuccio och hans far Alessandro. 
Den 5 mars 1622 blev hon änka.

### Regent
Efter Ranuccios död efterträddes han av sin son med Margareta, den tio år gamla Odoardo Farnese. På grund av den nye hertigens omyndighet tilldelades han en förmyndarregering som skulle styra fram till hans sextonårsdag. Margareta Aldobrandini tilldelades inte regentskapet i denna förmyndarstyrelse, istället utsågs Ranuccios bror kardinal Odoardo Farnese till regent. 
Vid kardinalens död i februari 1626 var hertig Odoardo fortfarande fjorton år och omyndig, och denna gång tilläts Margareta tillträda regeringen som ordförande och regent. Hon regerade i två års tid. Hennes regeringstid var kort men inföll under en orolig tid under trettioåriga kriget. Margareta lyckades upprätthålla stabiliteten i hertigdömet och säkerställa att det hölls utanför kriget genom sin  neutralitet. I det mantuanska tronföljdskriget förklarade hon att Parma gav sitt stöd till Karl I, hertigen av Nevers, som också blev den vinnande parten i kriget. 
År 1628, så snart hertig Odoardo blev myndig, avgick Margareta som regent. I oktober samma år gifte sig sonen med den toskanska prinsessan Margareta de Medici, ett äktenskap som redan hade varit avtalat i åtta år. Inte mycket sägs om hennes liv efter att hon avslutade sitt regentskap, utöver att hon fortsatte att bo kvar vid sin sons hov i Parma. Hon dog i Parma den 9 augusti 1646. 